# Міст Подвійної спіралі
Міст Подвійної спіралі (англ. Helix Bridge) — пішохідний міст у Сінгапурі через затоку Марина-Бей. Виконаний у формі подвійної спіралі ДНК. У поверхню мосту вмонтовані різнокольорові світильники, підписані літерами A, T, G, C, які символізують нуклеотиди.
Міст має 4 бокових оглядових майданчики для спостереження та фотографування панорами міста.
Конструкторське рішення мало додаткові складнощі через те, що технічне завдання передбачало вигнутість мосту в горизонтальній площині для більш зручного для пішоходів сполучення між берегами затоки.